# 具姙会
具 姙会（ク・イムェ、朝鮮語: 구임회/具姙會、1919年2月17日 - 2012年3月6日または3月7日）は、大韓民国の女医、政治家。第9代韓国国会議員。
本貫は綾城具氏。号は仁江（インガン、인강）。

## 経歴
京畿女子高等学校、ソウル女子医学専門学校、高麗大学校医科大学、首都医科大学大学院卒。1967年に社会福祉法人仁江園を設立し、理事長を務めた。1971年3月から1987年9月までは第2〜9代韓国精神薄弱人愛護協会（現・韓国知的発達障害者福祉協会）会長を務め、そのほかに社団法人大韓オモニ会理事、韓国女子医師会理事を歴任した。また、1973年の第9代総選挙では維新政友会所属の国会議員に当選し、政界引退後は病院を開いた。
2012年に持病により死去した。享年94。